# NECAP2
NECAP2‏ (NECAP endocytosis associated 2) هوَ بروتين يُشَفر بواسطة جين NECAP2 في الإنسان.